# Магия, магия
«Магия, магия» (англ. Magic Magic) — американо-чилийский психологический триллер от режиссёра Себастьяна Сильвы. Главные роли исполнили Джуно Темпл, Эмили Браунинг, Майкл Сера и Каталина Сандино Морено.
Мировая премьера состоялась 22 января 2013 года на кинофестивале «Сандэнс».

## Сюжет
Алисия отправляется в путешествие по Чили с кузиной Сарой, её парнем и его сестрой, а также со странным парнем по имени Бринк. Алисия, страдающая бессонницей, постепенно начинает сходить с ума, в результате чего она не в состоянии отличить реальность от галлюцинаций. После возвращения домой состояние Алисии ухудшается.

## В ролях
| Актёр                   | Роль                             |
| ----------------------- | -------------------------------- |
| Джуно Темпл             | Алисия, кузина Сары              |
| Эмили Браунинг          | Сара, студентка и кузина Алисии  |
| Майкл Сера              | Бринк, друг Агустина             |
| Каталина Сандино Морено | Барбара, старшая сестра Агустина |
| Аугусто Силва           | Агустин, друг Сары               |

## Критика
Фильм получил смешанные отзывы кинокритиков. На сайте Rotten Tomatoes фильм имеет рейтинг 68 % на основе 37 рецензий со средним баллом 6.1 из 10. На сайте Metacritic фильм имеет оценку 59 из 100 на основе 7 рецензий критиков, что соответствует статусу «смешанные или средние отзывы».